# Stefan Offenberg

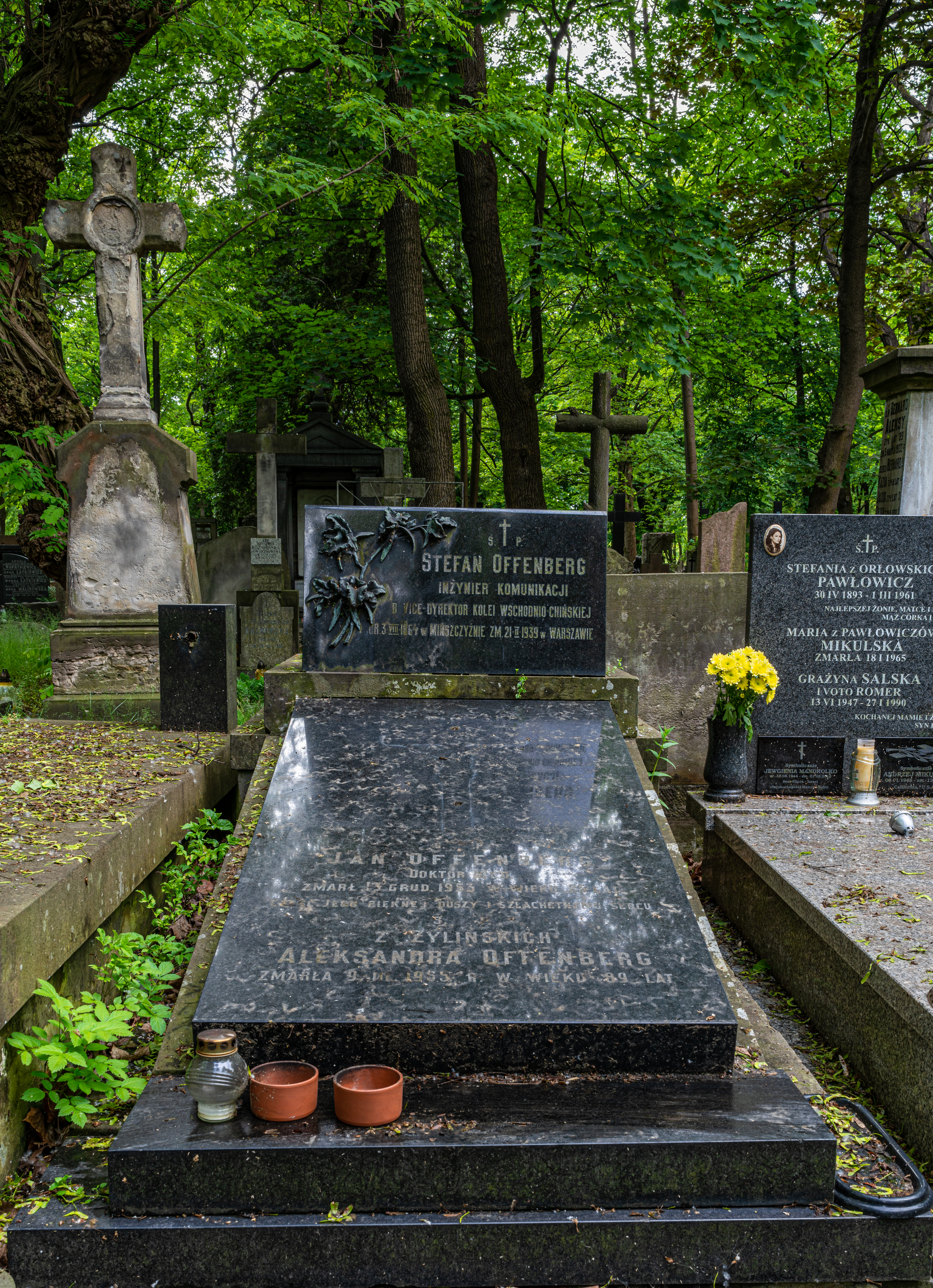
Grób Stefana Offenberga na cmentarzu Powązkowskim

Stefan Offenberg (ur. 3 sierpnia 1864 na Mińszczyźnie, zm. 21 lutego 1939 w Warszawie) – polski inżynier kolejnictwa, działacz niepodległościowy i społeczny, pierwszy zastępca dyrektora Kolei Wschodniochińskiej.

## Życiorys
Stefan Offenberg jeszcze w czasie nauki w gimnazjum w Mińsku, w 1882 roku założył z bratem Janem pierwsze po powstaniu styczniowym tajne polskie kółko samokształceniowe, które przetrwało do 1920 roku. Po ukończeniu gimnazjum w 1883 roku studiował w Warszawie na wydziale matematycznym, następnie, w 1891 roku ukończył (z wyróżnieniem) Instytut Inżynierów Komunikacji w Petersburgu. W roku 1887 w tym mieście był założycielem oddziału organizacji „Zet”.
Po studiach osiedlił się w Mińsku, niedługo po utworzeniu „Zet-u” w Mińsku został do niej przyjęty. Przez 6 lat pracował na europejskich odcinkach kolei rosyjskich, później przenosząc się na odległe od kraju tereny Imperium Rosyjskiego, większą część życia spędził na Dalekim Wschodzie. Kierował budową jednego z głównych odcinków Kolei Transsyberyjskiej (od Hingganu do rzeki Nonni) zatrudniony przez Stanisława Kierbedzia, od 1897 roku pracował na Kolei Wschodniochińskiej, awansując do stanowiska jej wicedyrektora i później pierwszego zastępcy dyrektora, do czasu przejęcia władzy przez bolszewików. W 1907 roku był współzałożycielem pierwszej polskiej szkoły początkowej we Władywostoku. Był zawsze aktywny w organizowaniu polskich skupisk na Dalekim Wschodzie, organizował „Dom Polski", „Ognisko" itp. Pomagał Polakom poszukującym pracy, przyczynił się do budowy kościołów we Władywostoku i Harbinie.
Wrócił do Polski w roku 1925. Pracował w Dyrekcji Budowy Kolei Państwowych Warszawie, następnie jako radca ministerialny w Ministerstwie Komunikacji, gdzie został powołany do oszacowania Skarbu Polskich Kolei Państwowych, którą to pracę wykonał, publikując w 1938 roku Oszacowanie majątku Polskich Kolei Państwowych.
W 1935 roku z powodu pogarszającego się stanu zdrowia usunął się od pracy zawodowej, nie zrywając jednak łączności z pracą społeczną w zarządach „Koła inżynierów" i „Koła techników". 
Napisał wspomnienia: Udział Polaków w budowie i organizacji Kolei Wschodniochińskiej.

## Odznaczenia
- Medal Niepodległości[9] (1931)

## Życie osobiste
Stefan Offenberg urodził się w rodzinie szlacheckiej, był synem Cezarego. Miał młodszego (przyrodniego?) brata Jana (1867–1953) oraz siostrę Stanisławę po mężu Mikuć.
Został pochowany na cmentarzu Powązkowskim w Warszawie (kwatera 83, rząd 3, grób 23).